# Trädgrönelav
Trädgrönelav (Scoliciosporum chlorococcum) är en lavart som först beskrevs av Graewe ex Stenh., och fick sitt nu gällande namn av Vezda. Trädgrönelav ingår i släktet Scoliciosporum och familjen Scoliciosporaceae.  Arten är reproducerande i Sverige. Inga underarter finns listade i Catalogue of Life.

## Bildgalleri

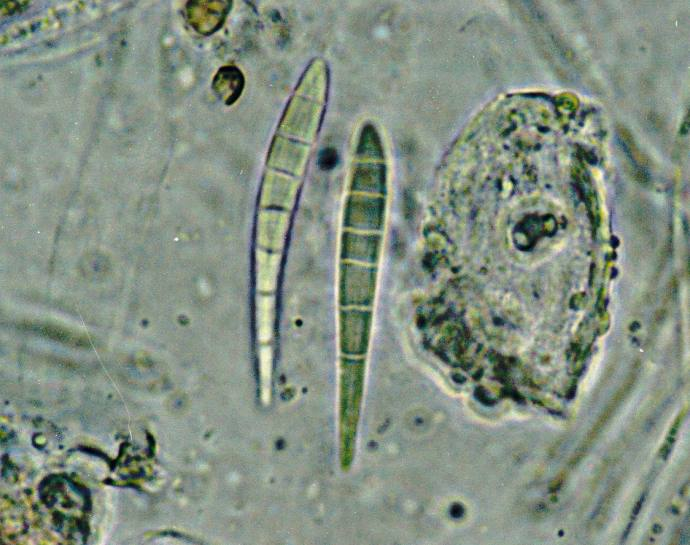
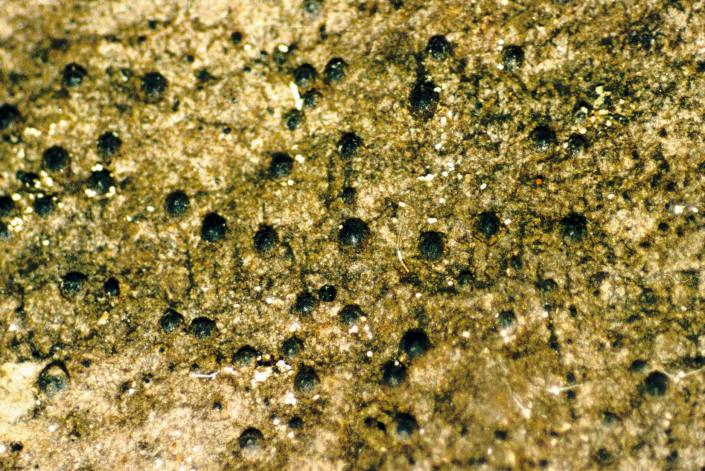
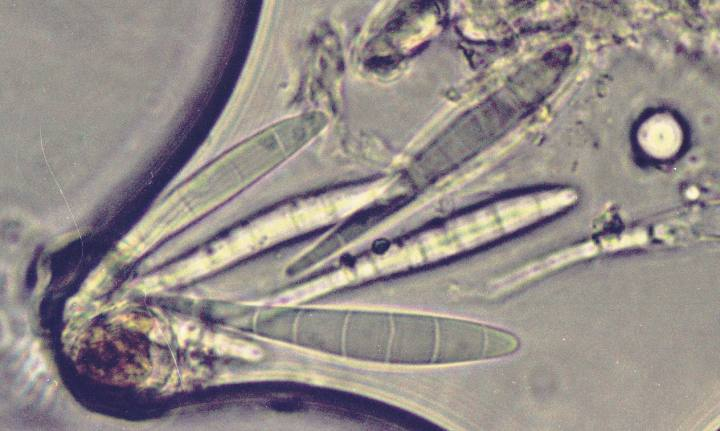